# آتسوشی ناتوری
آتسوشی ناتوری (به انگلیسی: Atsushi Natori) بازیکن فوتبال اهل ژاپن و عضو تیم ملی فوتبال ژاپن است که در تاریخ ۲۶ اکتبر ۱۹۸۸ میلادی اولین بازی ملی‌اش را انجام داد. او در ۶ بازی ملی حضور داشت و آخرین بازی ملی خود را در تاریخ ۲۳ ژوئیه ۱۹۸۹ میلادی انجام داد. آتسوشی ناتوری در بازی‌های ملی‌اش
گلی به ثمر نرساند.